# Reinado Internacional del Café
El Reinado Internacional del Café es el tercer Concurso de Belleza Internacional más antiguo del mundo realizado anualmente en Manizales, Colombia, en el marco de la Feria de Manizales. Considerada la feria más grande de América.  
Celebra a través de la belleza internacional de las mujeres, la exportación y la importación del Café. Este otorga a la ganadora el título de embajadora del café mundial..  
Es el tercer concurso de belleza internacional más antiguo del planeta, estando Miss Mundo y Miss Universo por encima de este como los más antiguos del mundo. Lo que lo hace el mejor reinado de belleza de una feria mundial, la feria más grande de América, Feria de Manizales Colombia. 
Cuenta con la participación de reinas latinas, Americanas, Europeas y desde el 2013 reinas Asiáticas, razón por la cual, el certamen ha tomado gran popularidad en el mundo. El certamen es televisado por Telecafé, canal regional del país cafetero cuya señal llega a varios países a través de su señal satelital por internet, y el canal Nuestratele Internacional. Canal que llega a varios países incluido los Estados Unidos.      
Antes de la noche de coronación las reinas compiten durante una semana en eventos como: Desfile de Chapoleras, Desfile de Carretas del Rocío, Desfile de las Naciones y trajes típicos de cada país, Reina de la Policía de Colombia, Preliminar en Traje de Baño, visita a Parques Naturales, interacción con el público durante la Feria y finalmente, Velada de Elección y Coronación.      
La ganadora será la imagen oficial del Café por un periodo de alrededor de un año o el tiempo determinado por la organización, o a partir de otras situaciones en el reinado.
Es uno de los eventos fundamentales programados para la feria, en los que se apoya junto con la temporada taurina.

## Historia
El reinado comenzó en 1957, contando con la participación de 15 países, Brasil, Colombia, Costa Rica, Cuba, Ecuador, El Salvador, Guatemala, Honduras, México, Nicaragua, Panamá, Puerto Rico, República Dominicana y Venezuela celebrándose originalmente cada 2 años, para 1959 debuta Perú, en 1961 lo hacen Bolivia y Haití, estas ediciones bajo el nombre de Reinado Continental del Café, por lo cual solo participaron países de América Latina. 
Sin embargo, para darle un alcance más amplio, en 1972 pasa a denominarse Reinado Internacional del Café, para así, admitir la participación de países productores de Café, debutando ese mismo año Chile y Paraguay, un año después lo hace Argentina, y en 1979 participa por primera vez Estados Unidos, igualmente por primera ocasión concursantes del reinado, participan en Miss Universo. Uruguay aparece en 1982, en 1987 debuta España, convirtiéndose en el primer país Europeo en participar, en ese mismo año participa por única vez Hawái, Francia en 1988 hace su única presentación.
Actualmente el concurso se ha extendido hasta el punto de recibir candidatas de países Asiáticos, siendo de este continente el más reciente país debutante Taiwán en la versión del 2013, Costa de Marfil debutaría en el año 2023 siendo uno de los principales países africanos productores de café.

## Ganadoras y finalistas
Este certamen de belleza no fue celebrado en 1958, 1960, 1962, 1964–71, 1977–78, 1980, 1986 y 2021.
| Año  | Ganadora                                              | Virreina                                          | 1.ª. Princesa                                        | 2.ª. Princesa                                              | 3.ª. Princesa                                   | 4.ª. Princesa                          |
| ---- | ----------------------------------------------------- | ------------------------------------------------- | ---------------------------------------------------- | ---------------------------------------------------------- | ----------------------------------------------- | -------------------------------------- |
| 1957 | Análida Alfaro Estripeau · Panamá                     | –                                                 | –                                                    | –                                                          | –                                               | –                                      |
| 1959 | Denise Guimarães Prado · Brasil                       | Norma Rivas García Honduras                       | Cristina Emilia Álvarez · República Dominicana       | –                                                          | –                                               | –                                      |
| 1961 | Mercedes Elizabeth Carrascosa Von Glehn · Brasil      | Martha Ruth Fiorilo Guzmán · Bolivia              | Frances Ordóñez Rheinboldt Honduras                  | –                                                          | –                                               | –                                      |
| 1963 | Ana de Lourdes Zúñiga Soto Honduras                   | Bertha Luz Rosell Zapata · Perú                   | Blanca Stella Arbeláez Tavares · Colombia            | –                                                          | –                                               | –                                      |
| 1972 | María Stella Volpe Martínez Paraguay                  | Ximena Moreno Ochoa · Ecuador                     | Jeannette Amelia Donzella Sánchez · Venezuela        | –                                                          | –                                               | –                                      |
| 1973 | Alicia Beatriz Daneri Batetta Argentina               | María del Rosario Carranza Ulloa · Costa Rica     | Ana María Dibos Silva · Perú                         | –                                                          | –                                               | –                                      |
| 1974 | Luz María Osorio Fernández · Colombia                 | Hilda Elvira Carrero García · Venezuela           | Vera Soto Jiménez · Costa Rica                       | –                                                          | –                                               | –                                      |
| 1975 | Paulina Esther Murgas Rieder · Colombia               | María Violeta Rentería · Chile                    | Susana Beatriz Vire Ferreira Paraguay                | –                                                          | –                                               | –                                      |
| 1976 | María de los Ángeles González Santiago Puerto Rico    | Morena Guadalupe Cuadra Mora · Nicaragua          | Miguelina Sánchez Rodríguez · República Dominicana   | –                                                          | –                                               | –                                      |
| 1979 | Paulina Leighton Palacios · Chile                     | Ana María Ramírez Roa · Colombia                  | Claudia María Iriarte · Guatemala                    | –                                                          | –                                               | –                                      |
| 1981 | Milagros Germán Olalla · República Dominicana         | Ana Patricia Núñez Romero · México                | Ligia Iveth Martínez Noack · Guatemala               | –                                                          | –                                               | –                                      |
| 1982 | Ana Edilma "Eddy" Cano Puerta · Colombia              | María Lucila del Rosario Boggiano Lacca · Perú    | Ilma Julieta Urrutia Chang · Guatemala               | –                                                          | –                                               | –                                      |
| 1983 | Karen Patricia Mertens Encina · Chile                 | Lorena León García · México                       | María Mercedes Ramos Peña · Colombia                 | –                                                          | –                                               | –                                      |
| 1984 | June Ollie Thompson Bodden Honduras                   | Rosana María Protto Zavala · Perú                 | María Eugenia Maldona Vásquez · México               | –                                                          | –                                               | –                                      |
| 1985 | Márcia Giagio Canavezes de Oliveira · Brasil          | Patricia Anne-Marie Kuypers Espejo · Perú         | Cilinia Prada Acosta · Panamá                        | Clara Inés García Perthuz · Colombia                       | Maria Sol Corral Zambrano · Ecuador             | –                                      |
| 1987 | Mariella Ileana Princic Rinaldi Argentina             | Claudia Pfister Godoy · Guatemala                 | Lydia Ana Labarca Birke · Chile                      | –                                                          | –                                               | –                                      |
| 1988 | Ana Márcia Marques de Moura · Brasil                  | Maribel "Bonny" Rey · Venezuela                   | Marilú Bustamante Ibarra · Perú                      | Jacqueline Soñé Alfonseca · República Dominicana           | Mónica Liliana Carrascal Pacheco · Colombia     | –                                      |
| 1989 | Luana Freer Bustamante · Costa Rica                   | Nuria María Puig Raygata · Perú                   | Rosa Elena Villanueva Monegra · República Dominicana | Gisel Silva Sienra · Uruguay                               | Carmiña Cerdán Suárez · Colombia                | –                                      |
| 1990 | Daniela Yolanda Thieme Magnasco · Chile               | Julieta Posla Fuentes · Costa Rica                | Ángela María Rivero Restrepo · Colombia              | Elba Morales Borges Puerto Rico                            | Emiliana Rodríguez Leitacón Paraguay            | –                                      |
| 1991 | Viviana Muñoz Fernández · Costa Rica                  | Olga Isabel Ceballos Maya · Colombia              | Vanessa Mirna Razzore Oyola Argentina                | Ana Isabel Cayarga de la Hoz · Guatemala                   | Brenda Hamor Estados Unidos                     | –                                      |
| 1992 | Margaret Nicole Geymonat Shaffner · Uruguay           | Yumi Kuwano Japón                                 | Carmen Beliza Martínez Ebrat · Colombia              | Silke Julieta Schilling Perdomo · Guatemala                | Shauna Lyn Searles Grant Estados Unidos         | –                                      |
| 1993 | Sabina Arenas Zuluaga · Colombia                      | Juliandra Cox Heyd Estados Unidos                 | Claudia Bastón Mosquera Argentina                    | Cristiane Xavier Nunes · Brasil                            | Patricia Campos Hernández · México              | –                                      |
| 1994 | Brenda Esther Robles Cortés Puerto Rico               | Márcia Suzana Castro Oliveira Portugal            | Carmen Elena "Kalena" Díaz Molina · Venezuela        | Beatriz Eugenia Henríquez Pinto · El Salvador              | Vanessa de Souza Gurgel · Brasil                | –                                      |
| 1995 | Regilaine Bittencourt de Miranda · Brasil             | Carmen Milena Mayorga · El Salvador               | Yoseany Miglenis Finol Leidenz · Venezuela           | Desirée Louny Lowry Rodríguez Puerto Rico                  | Vielka Valenzuela Lama · República Dominicana   | –                                      |
| 1996 | Cándida Lara Betances · República Dominicana          | Karla Koning · Brasil                             | Patsy Janet Álvarez Pérez · Colombia                 | –                                                          | –                                               | –                                      |
| 1997 | Mónica Chacón de Vettori · Perú                       | Marena Josefina Bencomo Giménez · Venezuela       | Gladys Buitrago Caicedo · Colombia                   | Rebeca Escalante Trejos · Costa Rica                       | Alexandra Ochoa Hincapié Aruba                  | –                                      |
| 1998 | Jairam Caric Navas Domínguez · Venezuela              | Ana Belén Ugena Gutiérrez · España                | María Luisa Ureña Salazar · Costa Rica               | –                                                          | –                                               | –                                      |
| 1999 | Daira del Carmen Lambis de Ávila · Venezuela          | Carloty María Veras García · República Dominicana | Carolina Arredondo · Chile                           | –                                                          | –                                               | –                                      |
| 2000 | Cristine de Meserville Ferreto · Costa Rica           | Marianela Salazar Guillén · Panamá                | Renata Piotrowska · Polonia                          | –                                                          | –                                               | –                                      |
| 2001 | Francine Eickemberg · Brasil                          | Eva Ruiz Torres · México                          | Yolanda Mencia García · España                       | Magdalena Szarek · Polonia                                 | Daniela Alejandra Stucan Figliomera Argentina   | –                                      |
| 2002 | Katharina Berndt · Alemania                           | Claudia Andrea Arano Antelo · Bolivia             | Aura Consuelo Zambrano Alejos · Venezuela            | Johanna Cure Lemus · Colombia                              | Gamalis Fermín Cotto Puerto Rico                | –                                      |
| 2003 | Raquel María da Silva Pinto Loureiro Portugal         | Priscila Rosa dos Santos · Brasil                 | Carolina Miranda · Panamá                            | Carol M. Arciniegas · República Dominicana                 | Lidia Sánchez Zaforas · España                  | –                                      |
| 2004 | Daniela Scholz · Alemania                             | Silvia Oliveira Dias Portugal                     | Silvana Santaella Arellano · Venezuela               | Laura García Alba · España                                 | Melissa del Carmen Piedrahíta Meléndez · Panamá | –                                      |
| 2005 | Aránzazu Amoedo Testa · España                        | Yadira Geara Cury · República Dominicana          | Christiana Marzek · Canadá                           | Célia Renata da Silva · Brasil                             | Karina Carvalho Bedoya · Colombia               | –                                      |
| 2006 | Alice Panikian · Canadá                               | Evangelina María García Argentina                 | Liliana Campa Moerbeeck · Venezuela                  | Rocío Guerrero Bobadilla · España                          | María Leonor Duque Trujillo · Colombia          | –                                      |
| 2007 | Fabriella María Quesada Sequeira · Costa Rica         | Tania Ladeiro García · España                     | Yasmina Román Hernández Honduras                     | Monserrat María Montagut Enciso · México                   | Diana Carolina Orjuela Castaño · Colombia       | –                                      |
| 2008 | Jessica Anne Jordán Burton · Bolivia                  | Camila Fernández Carvalho · Uruguay               | Mónica Suset Bsereni Hadad · Venezuela               | Claudia Mabel Peña Gómez · República Dominicana            | Ginelle Aimeé Saldaña González · Panamá         | –                                      |
| 2009 | Alejandra Mesa Estrada · Colombia                     | Ana Montabés Martínez · España                    | Natasha Alexandra Domínguez Boscán · Venezuela       | Victoria de Jesús Fernández Tavárez · República Dominicana | Anelize García · Brasil                         | –                                      |
| 2010 | Mariana Notarangelo de Fonseca · Brasil               | Iwona Wyrzykowka · Polonia                        | Flavia Fernanda Foianini Arzabe · Bolivia            | Audris Rijo Gómez · República Dominicana                   | Ana Elizabeth Mosquera Gómez · Venezuela        | –                                      |
| 2011 | Sofinel Báez Santos · República Dominicana            | Ángela Julieta Ruiz Pérez · Venezuela             | Jenny Marcela Arias Villada · Colombia               | Ana Isabel Miranda Socorro · España                        | María Teresa Roca Córdova · Bolivia             | –                                      |
| 2012 | Ximena Vargas Parada · Bolivia                        | Yoselín Rincón Castillo · Colombia                | Laskary Andaly Metal Bitticaca Indonesia             | Gabriella Ferrari Peirano · Venezuela                      | Aline Sales Dos Reis · Brasil                   | –                                      |
| 2013 | Ivanna Mariam Vale Colman · Venezuela                 | Claudy Jessy Blandon Romaña · Colombia            | Melody Mir Jiménez · República Dominicana            | Larissa Anna María Leeuwe Aruba                            | Jennifer Giselle Valle Morel Honduras           | –                                      |
| 2014 | Priscila Medeiros Durand · Brasil                     | Estefania Muñoz Jaramillo · Colombia              | María de los Remedios Gómez Benítez · España         | Noelia Faviola Díaz Rodríquez Paraguay                     | Antonella Rodríguez González · Uruguay          | –                                      |
| 2015 | Yuri Uchida Japón                                     | Márcia Assunção Portugal                          | Yulibeth Yasmín Angarita Serrano · Venezuela         | Vitória Bisognin · Brasil                                  | Yvanne Baptiste Haití                           | –                                      |
| 2016 | Maydeliana Liyimar Díaz Parada · Venezuela            | Júlia do Vale Horta · Brasil                      | Laura Margarita Prada Anaya · Colombia               | María José García Breva · España                           | Jeslie Mergal Estados Unidos                    | –                                      |
| 2017 | María de Lourdes Acevedo Domínguez · México           | Kerelyne Isell Campigotti Webster Honduras        | Sara Croce · Italia                                  | Francielly Soares Ouriques · Brasil                        | Ana Cristina Díaz D'Santiago · Venezuela        | –                                      |
| 2018 | Carmen Serrano Porras · España                        | Marta Magdalena Stepien · Canadá                  | Yanett Margarita Díaz Dib · Venezuela                | Norma Angelica Díaz Mancilla · Panamá                      | Chelsey Mary García Agrón Puerto Rico           | –                                      |
| 2019 | Scarlet Sánchez · Colombia                            | Yesenia Barrientos Castro · Bolivia               | Yu Harada Japón                                      | María Sofía Contreras Trujillo · Venezuela                 | Innessa Pontes · Brasil                         | Keila Sofía Rodas Castillo · Guatemala |
| 2020 | Iris Yazminhe Guerra Rivera · El Salvador             | Laura Mojica Romero · México                      | Natalia Daria Pigula · Polonia                       | Alessandra María Chiara Sánchez Cardola · Venezuela        | Ana Grisell Romero Nájera Honduras              | –                                      |
| 2022 | Ismelys Milagros del Valle Velásquez Lugo · Venezuela | Maria Eduarda Valotto · Brasil                    | Mariana Loaiza Cifuentes · Colombia                  | Luciana Fernanda Martínez Cienfuegos · El Salvador         | Rebecca Linn Stoughton Estados Unidos           | –                                      |
| 2023 | Isabella Bermúdez Nieto · Colombia                    | Maricrís Rodríguez Rojas · Costa Rica             | Cassandre Jacques Haití                              | Ashley Denisse Díaz Vergara · Panamá                       | Sofia Ferraris · Italia                         | –                                      |
| 2024 | Aleksandra Klepaczka · Polonia                        | Manuella Parent Francia                           | María Karla Vilches Ríos · Cuba                      | Lola Martínez Wilson · España                              | Karla Rivas · México                            | –                                      |
| 2025 | Cristiane Stipp · Brasil                              | Fabiane Valdivia Zambrana · Bolivia               | Martyna Ruranska · Polonia                           | Maria Camila Tascón Arcila · Colombia                      | Ata Torres · Costa Rica                         | –                                      |

Estas son algunas de las ganadoras del concurso:

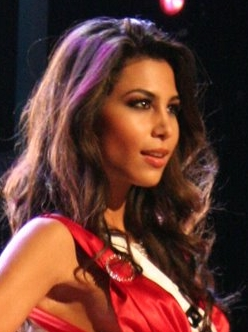
Reina Internacional del Café 2008 Jessica Jordan, Bolivia.

## Títulos por países

### Ganadores

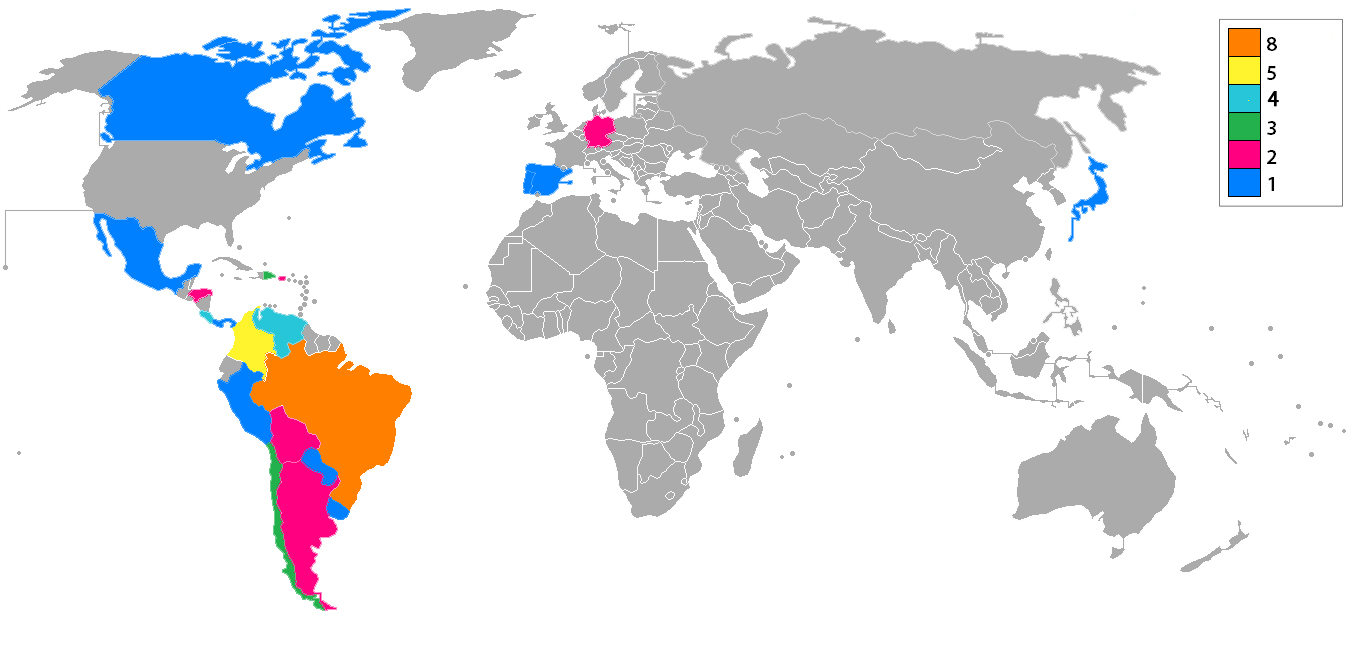
Mapa donde se reflejan los países ganadores del concurso.

| País/Territorio      | Títulos | Años ganados                                         |
| -------------------- | ------- | ---------------------------------------------------- |
| Brasil               | 9       | 1959, 1961, 1985, 1988, 1995, 2001, 2010, 2014, 2025 |
| Colombia             | 7       | 1974, 1975, 1982, 1993, 2009, 2019, 2023             |
| Venezuela            | 5       | 1998, 1999, 2013, 2016, 2022                         |
| Costa Rica           | 4       | 1989, 1991, 2000, 2007                               |
| República Dominicana | 3       | 1981, 1996, 2011                                     |
| Chile                | 3       | 1979, 1983, 1990                                     |
| España               | 2       | 2005, 2018                                           |
| Bolivia              | 2       | 2008, 2012                                           |
| Alemania             | 2       | 2002, 2004                                           |
| Puerto Rico          | 2       | 1976, 1994                                           |
| Argentina            | 2       | 1973, 1987                                           |
| Honduras             | 2       | 1963, 1984                                           |
| Polonia              | 1       | 2024                                                 |
| El Salvador          | 1       | 2020                                                 |
| México               | 1       | 2017                                                 |
| Japón                | 1       | 2015                                                 |
| Canadá               | 1       | 2006                                                 |
| Portugal             | 1       | 2003                                                 |
| Perú                 | 1       | 1997                                                 |
| Uruguay              | 1       | 1992                                                 |
| Paraguay             | 1       | 1972                                                 |
| Panamá               | 1       | 1957                                                 |

### Virreinas
| País/Territorio      | Títulos | Años ganados                 |
| -------------------- | ------- | ---------------------------- |
| Colombia             | 5       | 1979, 1991, 2012, 2013, 2014 |
| Perú                 | 5       | 1963, 1982, 1984, 1985, 1989 |
| Bolivia              | 4       | 1961, 2002, 2019, 2025       |
| Brasil               | 4       | 1996, 2003, 2016, 2022       |
| México               | 4       | 1981, 1983, 2001, 2020       |
| Venezuela            | 4       | 1974, 1988, 1997, 2011       |
| Costa Rica           | 3       | 1973, 1990, 2023             |
| Portugal             | 3       | 1994, 2004, 2015             |
| España               | 3       | 1998, 2007, 2009             |
| Honduras             | 2       | 1959, 2017                   |
| Francia              | 1       | 2024                         |
| Polonia              | 1       | 2010                         |
| Canadá               | 1       | 2018                         |
| Uruguay              | 1       | 2008                         |
| Argentina            | 1       | 2006                         |
| Panamá               | 1       | 2000                         |
| República Dominicana | 1       | 1999                         |
| El Salvador          | 1       | 1995                         |
| Estados Unidos       | 1       | 1993                         |
| Japón                | 1       | 1992                         |
| Guatemala            | 1       | 1987                         |
| Nicaragua            | 1       | 1976                         |
| Chile                | 1       | 1975                         |
| Ecuador              | 1       | 1972                         |